# Impost sobre societats
L'impost sobre societats, també denominat impost sobre la renda o benefici de les societats, abreujat IS, és un impost directe, de caràcter personal i habitualment de tipus impositiu únic, que recau sobre els beneficis obtinguts per les societats.

## Teoria impositiva sobre la renda
En els sistemes fiscals, el gravamen sobre les rendes s'estructura en dos grans impostos, un que grava a les persones físiques (impost sobre la renda de les persones físiques) i un altre, paral·lel, que grava la renda o benefici de les societats (impost sobre societats). Malgrat la preeminència actual de les societats en la vida econòmica dels països desenvolupats, la participació de l'impost de societats en el conjunt d'ingressos fiscals als països pertanyents a l'OCDE va suposar només un 10%, mentre que la recaptació obtingua a través de l'IRPF va ser el 26% del total.
L'existència d'un impost sobre les societats ha estat objecte de controvèrsia en l'àmbit teòric de l'economia pública. D'una part, es troben aquells que consideren que, des d'una perspectiva legal, les societats són persones jurídiques amb capacitat legal per contractar i assumir deutes i drets i, per tant, equiparables a les persones físiques, de tal manera que han de pagar impostos. Enfront d'aquesta postura, es troben els que opinen que les societats són un mer conducte de transmissió de renda cap a les persones físiques (sòcies capitalistes) i, conseqüentment, són aquestes les que han de respondre pel gravamen de la renta obtinguda.

## Estructura de l'impost sobre societats

### Subjecte passiu
Les societats de capital, entitats amb personalitat jurídica pròpia i responsabilitat limitada dels socis, constitueixen el subjecte passiu habitual d'aquest l'impost. Encara que la majoria d'entitats sense personalitat jurídica resten fora de l'aplicació de l'impost, hi ha determinades entitats, com ara els fons d'inversió o els plans de pensions, que poden ser gravades per aquest impost, encara que sigui amb l'aplicació d'un tipus de gravamen especial.

### Base imposable
En la pràctica, la base imposable és semblant al benefici comptable: la suma dels guanys nets i variacions patrimonials. Per obtenir el càlcul dels guanys nets, als ingressos bruts se'ls ha de restar les despeses deduïbles. Els problemes que se susciten en la determinació de la base imposable són:
- la valoració de les existències
- les amortitzacions o deduccions per depreciació de l'actiu.
- les variacions patrimonials.[6]

#### Exercicis amb resultats negatius
La legislació habitualment permet deduir les pèrdues obtingudes en l'aplicació de l'IS. En alguns casos, quan una empresa tanca un any amb un resultat negatiu, l'és permès l'ajust de l'impost de societats corresponent a l'any anterior, si en aquest havia obtingut beneficis. Emperò, la majoria de països només permeten aplicar aquestes deduccions per pèrdues en els exercicis positius subsegüents, havent-hi algunes nacions que estableixen un topall d'anys per poder fer-ho.

### Tipus impositiu

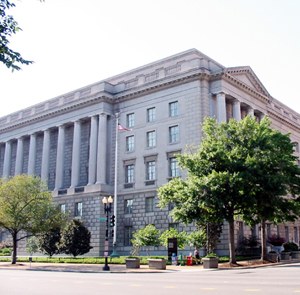
Edifici de l'Internal Revenue Service, l'agència estatunidenca de recaptació d'impostos.

Generalment, el tipus aplicable en els impostos de societats és fix i no depèn de la magnitud de la base imposable, constituint un impost de caràcter proporcional. No obstant això, amb freqüència es donen tipus de gravamen especials per a societats dedicades a activitats no lucratives. També existeixen països amb tipus de gravamen diferenciats per als beneficis distribuïts (dividends) i per als no distribuïts (reserves).
Els Estats Units presentaven un impost sobre societats calculat amb tipus creixents segons l'import de la base imposable, amb un rang que anava entre el 15 i el 39% (en realitat, en els trams superiors tornava a caure fins al 35%). Això va ser eliminat l'any 2017 per l'administració Trump, que va establir, mitjançant l'aprovació de la Tax Cuts and Jobs Act, un tipus fix del 21%.

#### Trams territorials
En diversos països, aquest tipus és compost per diferents trams que corresponen a les diverses administracions territorials involucrades: tram nacional o federal, tram estatal o regional, etc. És, per exemple, el cas dels Estats Units, Alemanya, Suïssa o Canadà.

#### Tipus per països
Els tipus impositius dels països de l'OCDE l'any 2019, van ser:
| País          | Tipus de l'impost sobre societats | Tributació sobre dividends a l'IRPF | Tributació agregada |
| ------------- | --------------------------------- | ----------------------------------- | ------------------- |
| Irlanda       | 12.5%                             | 51.0%                               | 57.1%               |
| Corea del sud | 27.5%                             | 40.3%                               | 56.7%               |
| Canadà        | 26.8%                             | 39.3%                               | 55.6%               |
| França        | 32.0%                             | 34.0%                               | 55.1%               |
| Dinamarca     | 22.0%                             | 42.0%                               | 54.8%               |
| Bèlgica       | 29.6%                             | 30.0%                               | 50.7%               |
| Portugal      | 31.5%                             | 28.0%                               | 50.7%               |
| Regne Unit    | 19.0%                             | 38.1%                               | 49.9%               |
| Israel        | 23.0%                             | 33.0%                               | 48.4%               |
| Alemanya      | 29.9%                             | 26.4%                               | 48.4%               |
| Estats Units  | 21.0%                             | 29.3%                               | 47.6%               |
| Austràlia     | 30.0%                             | 24.3%                               | 47.0%               |
| Noruega       | 22.0%                             | 31.7%                               | 46.7%               |
| Àustria       | 25.0%                             | 27.5%                               | 45.6%               |
| Suècia        | 21.4%                             | 30.0%                               | 45.0%               |
| Japó          | 29.7%                             | 20.3%                               | 44.0%               |
| Itàlia        | 24.0%                             | 26.0%                               | 43.8%               |
| Països Baixos | 25.0%                             | 25.0%                               | 43.8%               |
| Finlàndia     | 20.0%                             | 28.9%                               | 43.1%               |
| Espanya       | 25.0%                             | 23.0%                               | 42.3%               |
| Mèxic         | 30.0%                             | 17.1%                               | 42.0%               |
| Luxemburg     | 24.9%                             | 21.0%                               | 40.7%               |
| Eslovènia     | 19.0%                             | 25.0%                               | 39.3%               |
| Grècia        | 28.0%                             | 15.0%                               | 38.8%               |
| Suïssa        | 21.1%                             | 21.1%                               | 37.8%               |
| Islàndia      | 20.0%                             | 22.0%                               | 37.6%               |
| Xile          | 25.0%                             | 13.3%                               | 35.0%               |
| Turquia       | 22.0%                             | 17.5%                               | 35.0%               |
| Polònia       | 19.0%                             | 19.0%                               | 34.4%               |
| Nova Zelanda  | 28.0%                             | 6.9%                                | 33.0%               |
| Txèquia       | 19.0%                             | 15.0%                               | 31.2%               |
| Lituània      | 15.0%                             | 15.0%                               | 27.8%               |
| Eslovàquia    | 21.0%                             | 7.0%                                | 26.5%               |
| Hongria       | 9.0%                              | 15.0%                               | 22.7%               |
| Estònia       | 0.0%                              | 20.0%                               | 20.0%               |
| Letònia       | 20.0%                             | 0.0%                                | 20.0%               |

## Presentació de l'impost

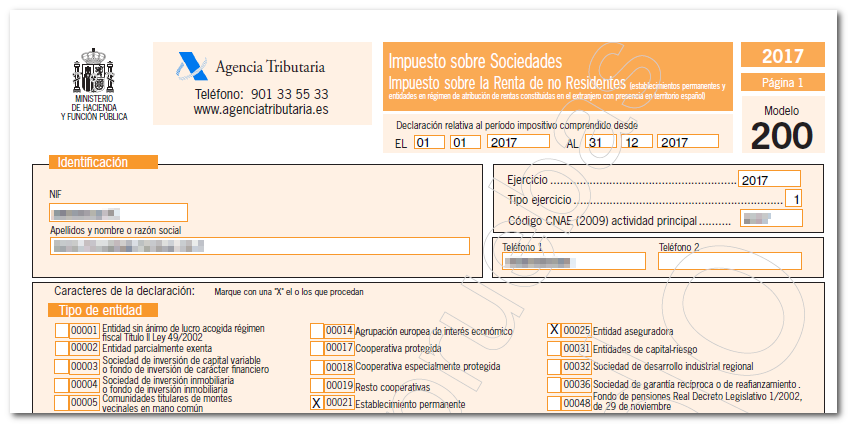
Model 200, emprat a Espanya per fer la declaració de l'Impost sobre Societats.

La declaració i liquidació de l'impost varia molt entre països. Acostuma a ser la companyia la que ha de fer el càlcul del resultat obtingut, aplicar-ne les deduccions corresponents i el tipus correcte, per així obtenir la quota que haurà de liquidar a l'Estat.
A Espanya, el termini per fer la declaració de l'IS és de 25 dies a comptar des dels sis mesos posteriors a la finalització del període impositiu. És a dir, una empresa que tanqui l'exercici el 31 de desembre, hauria de presentar la declaració entre l'1 i el 25 de juliol de l'any següent.

## Efectes econòmics
La incidència fiscal resultat de l'aplicació de l'IS, pot tenir les següents conseqüències:

### Repercussió de l'impost
Tot i que l'impost recau directament sobre la societat, ergo, sobre els empresaris, hi ha diferents estudis que demostren que una part d'aquest import acaba repercutint-se als treballadors. D'aquesta manera, per cada augment d'un punt percentual de l'IS, es redueixen els salaris entre un 0,14 i un 0,36 per cent.

### Efectes sobre la inversió
En l'àmbit de la teoria econòmica, una empresa beneficiària destina part dels seus guanys a la inversió. El fet que aquests beneficis es vegin minorats per l'impost de societats, provoca una reducció en la quantitat de recursos que la societat podrà reinvertir.
Ja que la inversió constitueix una variable de gran importància en el desenvolupament econòmic d'un país, les seves polítiques fiscals acostumen a incloure paquets d'incentius a la inversió privada. Acostumen a veure's reflectits en l'impost de societats, via flexibilització en els terminis d'amortització o mitjançant deduccions sobre la realització d'inversions.
En la pràctica, aquestes mesures públiques no acostumen a assolir l'objectiu d'augment del nivell global d'inversió de les companyies, donant-se, això sí, un cert ajustament en el calendari d'execució de les inversions ja projectades amb anterioritat.

### Preu de transferència

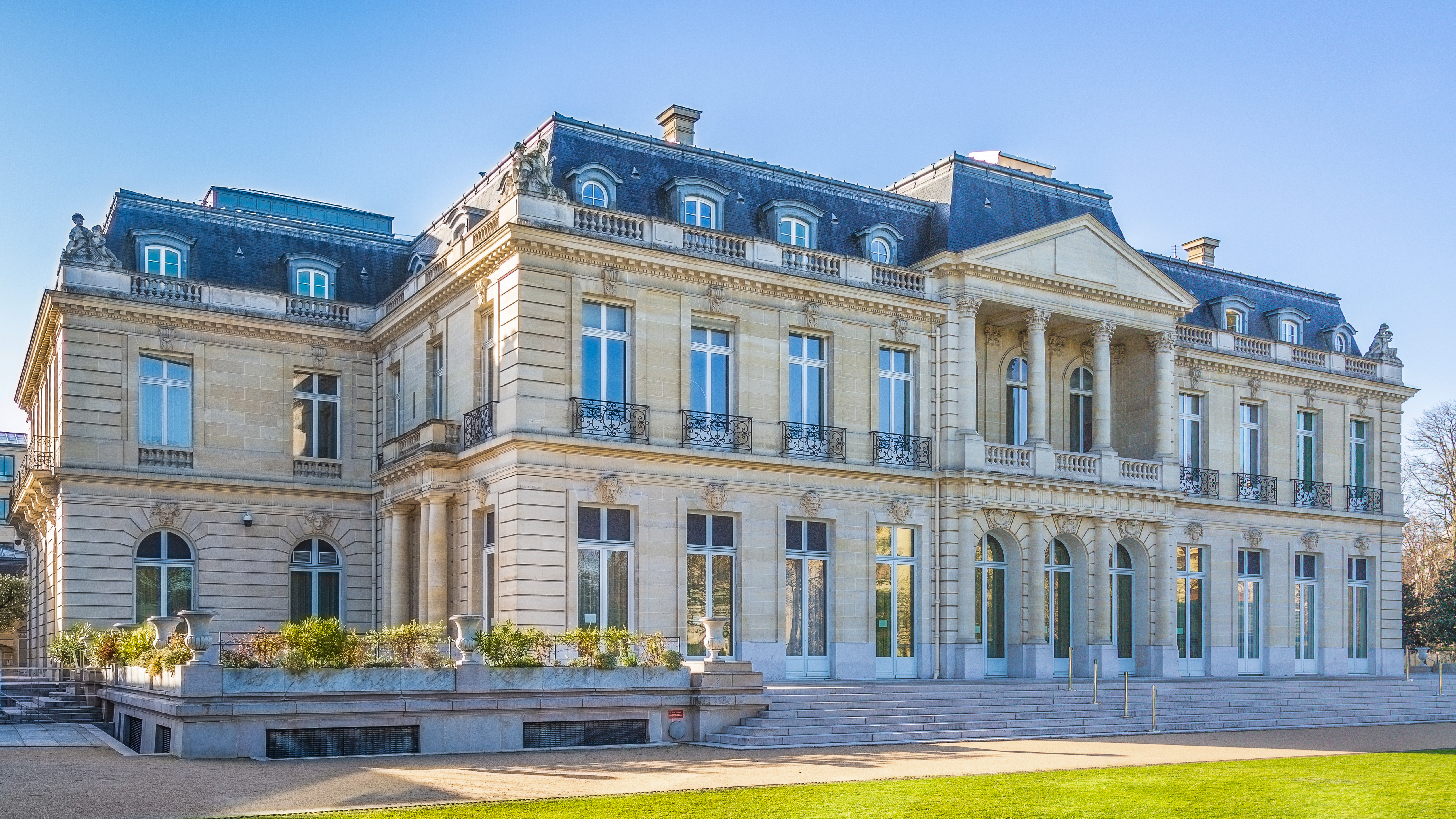
Seu de l'OCDE, situada al Château de la Muette de París.

Dues empreses formen part del mateix grup o són propietat del mateix soci, haurien de tenir llibertat per marcar el preu amb el que intercanvien béns o serveis entre elles, sense haver de respectar el preu de mercat existent en aquell moment. Aquesta capacitat podria desvirtuar els resultats d'ambdues companyies i, conseqüentment, alteraria l'impost sobre beneficis a liquidar. Això trenca amb el principi de plena competència, motiu pel qual els diferents estats posen en pràctica mecanismes per regular els preus de transferència, coordinats a través de l'OCDE.

### Efectes sobre l'estructura financera de les empreses
Quan una empresa necessita finançament per a la seva activitat productiva, pot emetre noves accions com a font de finançament propi o recórrer a qualsevol altre font d'endeutament aliena, com poden ser préstecs bancaris, obligacions, bons, etc. En el càlcul de l'impost de societats, els interessos pagats pel finançament extern són una despesa deduïble. En canvi, no ho són els dividends que remuneren el capital propi, la qual cosa pot originar distorsions a favor de la utilització de fonts de finançament alienes en comptes de fonts pròpies.

### Competència entre països
En el món globalitzat actual, on els capitals es mouen amb certa llibertat entre els diferents països, les empreses multinacionals poden veure's influïdes per operar en o des d'aquells mercats amb tipus impositius inferiors o que ofereixin determinats avantatges fiscals. Per citar-ne un exemple, és el cas de les empreses tecnològiques radicades a Irlanda.

### Efectes sobre l'assignació dels recursos
Aquests efectes són els produïts pel diferent tractament que tenen els rendiments de capital segons provinguin de societats o no. Per tant, això podria provocar a llarg termini una re-assignació de recursos, transvasant-se des de les empreses societàries a les no-societàries.

### Comparació amb altres rendes del capital
Hi ha gran quantitat de rendiments de capital que només tributen a l'impost de la renda de les persones físiques, com per exemple el rendiment del deute públic, els ingressos provinents d'arrendaments, els interessos de comptes d'estalvi o imposicions a termini, etc. Això suposa una discriminació pels dividends societaris, que pateixen una doble imposició.

## La doble imposició dels dividends
En l'impost de societats es graven unes rendes del capital (beneficis empresarials). Un cop aquests beneficis es reparteixen entre els socis accionistes (dividends), tornen a tributar dins de l'IRPF, El sistema econòmic té diferents opcions per evitar aquesta doble imposició:

### Sistema d'unitat
Significa la supressió de l'impost de societats. En aquest cas, la base imposable per calcular l'impost de la renda dels accionistes inclouria el rendiment íntegre generat per l'empresa.

### Sistema d'integració
Segons aquest sistema, els rendiments societaris que ja han sigut gravats per l'IS estarien exclosos del càlcul de l'IRPF. D'aquesta manera, ambdós impostos coexistirien amb autonomia.

### Sistema d'exempció
L'empresa no hauria de pagar impost de societats per la part de beneficis que hagin de ser distribuïts als accionistes, de tal manera que aquests només tributarien dintre de l'IRPF.